# Aéroport de Bolaang
L’aéroport de Bolaang est un aéroport indonésien (code IATA : BJG). Il se trouve sur l'île de Célèbes, dans le Kabupaten de Bolaang Mongondow.